# Charles Belcher
Pour les articles homonymes, voir Belcher.
Charles Belcher est un acteur américain né le 27 juillet 1872 à San Francisco, Californie (États-Unis), mort le 10 décembre 1943 à Los Angeles (États-Unis).

## Filmographie
- 1919 : The Adventures of Ruth
- 1920 : Le Signe de Zorro (The Mark of Zorro), de Fred Niblo et Theodore Reed
- 1921 : Les Trois Mousquetaires (The Three Musketeers), de Fred Niblo
- 1922 : The Woman He Married
- 1922 : Rose o' the Sea : George Thornton
- 1922 : Arènes sanglantes (Blood and Sand), de Fred Niblo
- 1923 : Rosita, de Ernst Lubitsch et Raoul Walsh
- 1924 : Le Voleur de Bagdad (The Thief of Bagdad), de Raoul Walsh
- 1924 : Fools in the Dark
- 1925 : Never Too Late
- 1925 : Ben-Hur (Ben-Hur: A Tale of the Christ), de Fred Niblo
- 1926 : Le Pirate noir (The Black Pirate), de Albert Parker
- 1926 : Midnight Faces
- 1926 : Modern Youth
- 1926 : The Devil's Gulch
- 1927 : Le Roi des rois (The King of Kings), de Cecil B. DeMille
- 1928 : Thief in the Dark